# Tuturema
Tuturema ist eine osttimoresische Aldeia im Suco Atudara (Verwaltungsamt Cailaco, Gemeinde Bobonaro). 2015 lebten in der Aldeia 212 Menschen.

## Geographie
Tuturema bildet den westlichen Teil des Südterritoriums des Sucos Atudara. Östlich liegt die Aldeia Atubuti. Im Norden grenzt Tuturema an den Suco Goulolo, im Süden an den Suco Raiheu und im Osten an die Sucos Meligo und Manapa. Im Nordosten entspringt der Boroulo, ein Zufluss des Marobo.
An der Ostgrenze reicht der Berg Foho Biateo in die Aldeia Tuturema hinein. An seinem Südhang liegt das Dorf Nuapu. Weiter westlich befindet sich das Dorf Tuturema. In dem Ort gibt es eine Grundschule und ein Hospital. Im Südosten erhebt sich der Leolaco, dessen Gipfel (1913 m) am „Dreiländereck“ der Sucos Atudara, Manapa und Raiheu markiert. Jenseits der Grenze zu Mude liegt der Foho Mude (1088 m).

## Politik
2023 wurde Carlito Soares zum Chefe de Aldeia gewählt.